# 王子如
王子如（1910年—1983年），女，天津人，中华人民共和国政治人物，曾任北京市卫生局副局长，北京市政协副主席，中共八大代表。